# داگ‌پچ (سان فرانسیسکو)
داگ‌پچ (به انگلیسی: Dogpatch) یک منطقهٔ مسکونی در ایالات متحده آمریکا است که در سان فرانسیسکو واقع شده‌است. تقریباً نیمه صنعتی و نیمه مسکونی است. این محله در ابتدا محله‌ای کارگری بود، اما از دهه ۱۹۹۰ به سرعت اعیانی شدن را تجربه کرد. اکنون جمعیتی مشابه با همسایه غربی خود پورترو هیل دارد، یک محله حرفه‌ای طبقه متوسط.
داگ‌پچ در اصل بخشی از پورترو نووو بود و تاریخچه آن نزدیک به پورترو هیل است. داگ‌پچ یک انجمن در محله خود و یک انجمن تجاری دارد، اما در انجمن‌های حزبی دموکرات و مسائل عمومی محله با پورترو هیل شریک است. داگ‌پچ ۸۲۸ نفر جمعیت دارد.